# Crni Lazi
Crni Lazi su naselje u Hrvatskoj u sastavu Grada Čabra. Nalaze se u Primorsko-goranskoj županiji. 

## Zemljopis
Sjeverno-sjeverozapadno je Brinjeva Draga, sjeverno-sjeveroistočno su Ravnice, sjeveroistočno su Makov Hrib, Parg, Prhutova Draga, Srednja Draga sjeveroistočno su Tropeti, Čabar, Gornji Žagari i Vrhovci, jugoistočno su Lazi, Ferbežari, Tršće, Kraljev Vrh i Selo.

## Stanovništvo
| broj stanovnika | 109   | 104   | 99    | 128   | 142   | 153   | 133   | 172   | 154   | 171   | 171   | 176   | 141   | 132   | 132   | 117   | 88    |
|                 | 1857. | 1869. | 1880. | 1890. | 1900. | 1910. | 1921. | 1931. | 1948. | 1953. | 1961. | 1971. | 1981. | 1991. | 2001. | 2011. | 2021. |